# 保和瑶族乡
保和乡，是中华人民共和国湖南省郴州市北湖区下辖的一个乡镇级行政单位。

## 行政区划
保和乡下辖以下地区：
保和社区、保和村、花园村、小埠村、新华村、大律村、太白洞村、宋家洞村、长坪村、乘马坪村和顶上村。